# Premio Machado de Assis
El Premio Machado de Assis es uno de los dos principales premios literarios de Brasil, junto con el Premio Jabuti de Literatura. 
Es otorgado desde 1941 por la Academia Brasileña de Letras (ABL) a escritores brasileños por el conjunto de su obra.
Los ganadores reciben un importe en dinero, un diploma y, desde 1998, un pequeño busto de Machado de Assis, trofeo obra del escultor Mário Agostinelli.

## Premiados[3]
- 2024 - Adélia Prado
- 2023 - Marina Colasanti
- 2022 - Roberto DaMatta
- 2021 - Ruy Castro
- 2017 - João José Reis
- 2016 - Ignácio de Loyola Brandão
- 2015 - Rubem Fonseca
- 2014 - Vamireh Chacon
- 2013 - Silviano Santiago
- 2012 - Dalton Trevisan
- 2011 - Carlos Guilherme Mota
- 2010 - Benedito Nunes
- 2009 - Salim Miguel
- 2008 - Autran Dourado
- 2007 - Roberto Cavalcanti de Albuquerque
- 2006 - César Leal
- 2005 - Ferreira Gullar
- 2004 - Francisco de Assis Brasil
- 2003 - Antonio Carlos Villaça
- 2002 - Wilson Martins
- 2001 – Ana Maria Machado
- 2000 – Antônio Torres
- 1999 – Fernando Sabino
- 1998 – Joel Silveira
- 1997 – José J. Veiga
- 1996 – Carlos Heitor Cony
- 1995 – Leodegário A. de Azevedo Filho
- 1994 – Antônio Olinto
- 1993 – António Cândido
- 1992 – Fausto Cunha
- 1991 – Maria Clara Machado
- 1990 – Sábato Magaldi
- 1989 – Gilberto Mendonça Telles
- 1988 – Dante Milano
- 1987 – Nilo Pereira
- 1986 – Péricles Eugênio da Silva Ramos
- 1985 – Thales de Azevedo
- 1984 – Henriqueta Lisboa
- 1983 – Paulo Rónai
- 1982 – Franklin de Oliveira
- 1981 – Ayres da Matta Machado Filho
- 1980 – Mário Quintana
- 1979 – Gilka Machado
- 1978 – Carolina Nabuco
- 1977 – Raul Bopp
- 1976 – Mario da Silva Brito
- 1975 – Hermes Lima
- 1974 – Waldemar Cavalcanti
- 1973 – Andrade Murici
- 1972 – Dalcídio Jurandir
- 1971 – Murillo Araujo
- 1970 – Octávio de Faria
- 1969 – Edilson Carneiro
- 1968 – Oscar Mendes
- 1967 – Adelino Magalhães
- 1966 – Lúcio Cardoso
- 1965 – Cecília Meireles
- 1964 – Joracy Camargo
- 1963 – Gilberto Freyre
- 1962 – Antenor Nascentes
- 1961 – João Guimarães Rosa
- 1960 – No hubo premio
- 1959 – José Maria Belo
- 1958 – Rachel de Queiroz
- 1957 – Tasso da Silveira
- 1956 – Luís da Câmara Cascudo
- 1955 – Onestaldo de Pennafort
- 1954 – Dinah Silveira de Queiroz
- 1953 – Érico Veríssimo
- 1952 – Antônio da Silva Melo
- 1951 – Padre Augusto Magne
- 1950 – Eugênio Gomes
- 1949 – No hubo premio
- 1948 – Augusto Meyer
- 1947 – No hubo premio
- 1946 – Tobias Monteiro
- 1945 – Osório Dutra
- 1944 – No hubo premio
- 1943 – Sousa da Silveira
- 1942 – Afonso Schmidt
- 1941 – Tetra de Teffé